# خف (الدوادمي)
خف، هي قرية من فئة (أ) تقع في محافظة الدوادمي، والتابعة لمنطقة الرياض في السعودية. وتبعد خف عن محافظة الدوادمي بمسافة تقارب (70) كم.